# Броніслав Геремек
Броні́слав Гере́мек (пол. Bronisław Geremek; 6 березня 1932, Варшава — 13 липня 2008) — польський історик і політик.

## Наукова спеціалізація
Геремек — професор-історик, фахівець періоду середніх століть.

## Політична діяльність
Його політична діяльність почалася в 1968 році, коли він на знак незгоди з партійною політикою вийшов з Польської об'єднаної робочої партії, в якій перебував з 1950 року.
З 1980 року Геремек очолював групу радників Леха Валенси, лідера профспілки «Солідарність». У грудні 1981 року, після введення воєнного стану в Польщі, Геремек був разом з іншими лідерами «Солідарності» інтернований, рік потому звільнений. У 1983 році Геремек знов був арештований.
Саме Геремек в лютому 1988 року запропонував опозиції досягти компромісу з владою.
З кінця 1980-х років Геремек став депутатом сейму, очолював комісію парламенту із закордонних справ.
Геремек — один з творців в 1990 році Демократичної Унії, до якої увійшли колишні радники і друзі Валенси з інтелектуальних кругів після загострення розбіжностей.

## Дипломатична діяльність
У 1997–2000 роках Геремек був міністром закордонних справ Польщі в уряді Єжи Бузека.
Після відставки з посади міністра закордонних справ, Геремек був одним з кандидатів на пост генерального секретаря НАТО.

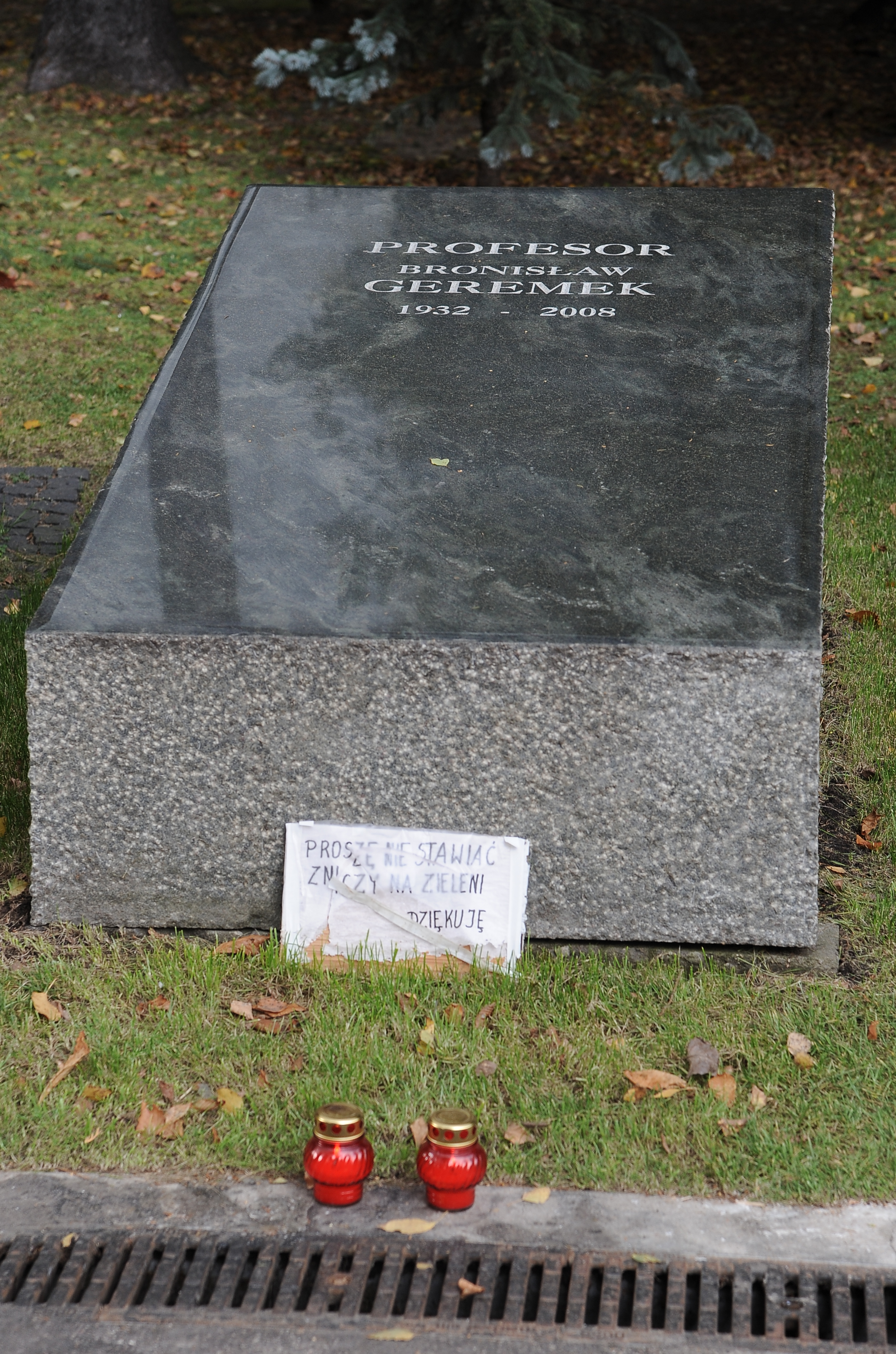
Місце поховання, кладовище Військові Повонзки, Варшава

Броніслав Геремек викладав історію європейської цивілізації у Європейському коледжі, Натолін (Варшава).
З 2004 року Геремек був депутатом Європарламенту.

## Загибель
Броніслав Геремек загинув в автокатастрофі.